# Mount Olympus (Antarktika)
Mount Olympus ist ein rechteckiger, abgeflachter und vereister Berg von 2400 m Höhe, der 8 km östlich des Mount Henderson in der Britannia Range aufragt.
Das Advisory Committee on Antarctic Names benannte ihn 1965 nach der USS Mount Olympus, die dem US-amerikanischen Polarforscher Richard Evelyn Byrd als Einsatzschiff bei der Operation Highjump (1946–1947) gedient hatte.